# Шарапов, Василий Иванович
Васи́лий Ива́нович Шара́пов (25 августа 1916, дер. Красновка, Сенненский уезд, Могилёвская губерния, Российская империя — 5 марта 2017, Минск, Белоруссия) — советский белорусский партийный и государственный деятель, председатель Минского городского исполнительного комитета (1955—1968).

## Биография
Работал помощником машиниста, машинистом.
С 1937 года — в рядах РККА, участник и инвалид (потерял ногу в бою под Оршей в ходе операции «Багратион») Великой Отечественной войны.
С 1944 года — на партийной работе. В 1952-1954 годах — первый секретарь Сталинского районного комитета КП Белоруссии города Минска, второй секретарь Минского городского комитета КП Белоруссии.
С 1954 года по 1968 года — председатель исполнительного комитета Минского городского Совета депутатов трудящихся.
В 1968-1972 годах — первый секретарь Минского городского комитета КП Белоруссии. Подал заявление об уходе с должности после взрыва цеха футляров на радиозаводе 10 марта 1972 года, повлёкшего гибель людей.
В 1972-1989 годах — министр строительства и эксплуатации автомобильных дорог БССР.
В 2014 году ему было присвоено звание «Минчанин года».
29 июня 2016 года В. И. Шарапову было присвоено звание «Почетный гражданин города Минска».
Депутат Верховного Совета Белорусской ССР 4-11-го созывов. Депутат Верховного Совета СССР 8-го созыва. Депутат Минского городского Совета (1952—1972).
Умер 5 марта 2017 года, похоронен на Восточном кладбище Минска.

## Награды и звания
- Три ордена Отечественной войны I степени
- Орден Красной Звезды
- Орден Ленина
- Орден Октябрьской революции
- Три ордена Трудового Красного Знамени
- Орден «Знак Почёта»
- 18 медалей за боевые заслуги
- Шесть Почётных грамот Верховного Совета БССР
- Почётная грамота Национального Собрания Республики Беларусь
- Почётный дорожник Белоруссии, России, Польши и СНГ

## Память
- 24 августа 2018 года в Минске, по адресу переулок Броневой 4, открыта мемориальная доска В. И. Шарапову[6].
- 25 августа 2021 года, в честь 105-летия со дня рождения В. И. Шарапова, в Мозыре мосту через реку Припять присвоено имя В. И. Шарапова и открыт в его честь на мосту памятный знак[7][8].